# Kraft (Hohenlohe-Neuenstein)

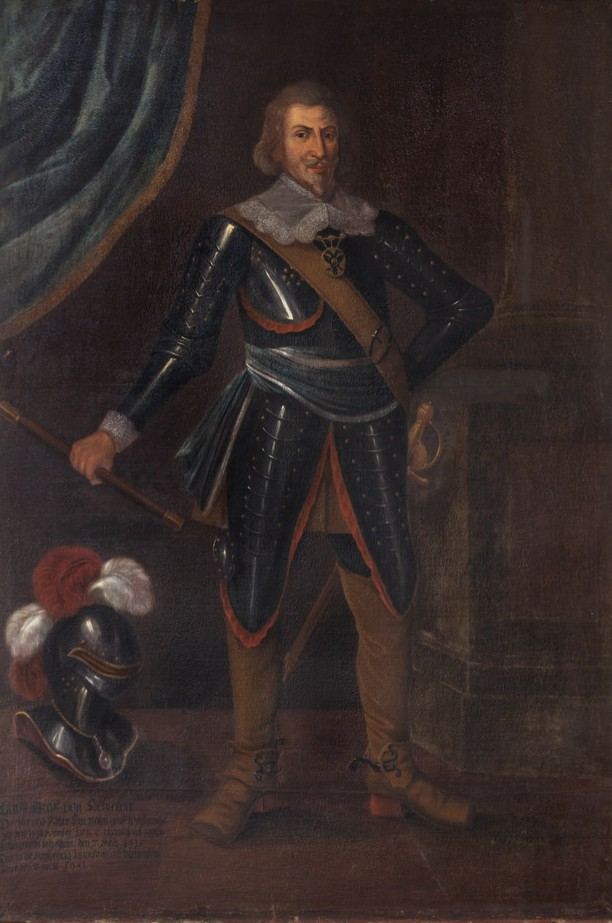
Graf Kraft VII. zu Hohenlohe-Neuenstein-Öhringen, Gemälde von Peter Franz Tassaert im Rittersaal des Schlosses in Weikersheim

Kraft zu Hohenlohe-Neuenstein-Öhringen und Gleichen (* 14. November 1582 in Langenburg; † 11. September 1641 in Regensburg), bisweilen auch als Kraft VII. bezeichnet, war von 1610 bis 1641 Graf von Hohenlohe-Neuenstein. 

## Herkunft
Graf Kraft zu Hohenlohe-Neuenstein-Öhringen und Gleichen war einer der fünf Söhne des Grafen Wolfgang II. von Hohenlohe (1546–1610) und der Magdalena, Gräfin von Nassau-Katzenelnbogen (1547–1633), eine Schwester von Wilhelm von Oranien und Tochter von Wilhelm von Nassau-Dillenburg und der Gräfin Juliane von Nassau, geborene Gräfin von Stolberg (1506–1580). Mit dem Tod des Vaters 1610 teilten sich Kraft und seine beiden noch lebenden Brüder die Herrschaft in drei Linien. Kraft erhielt Hohenlohe-Neuenstein, Georg Friedrich bekam Hohenlohe-Weikersheim und Philipp Ernst begründete die Linie Hohenlohe-Langenburg.

## Leben
Nach einer gründlichen privaten Ausbildung, die ihn auch zum mühelosen Umgang mit lateinischen Texten befähigte, reiste er im Februar 1595 nach Dresden, um am dortigen Hof mit adeliger Jugend weiter unterrichtet zu werden. 1598 überstand er dort eine Erkrankung an den Pocken. Im Jahre 1600 reiste er über das Elsass nach Genf, um dort die französische Sprache zu erlernen. Nach knapp einem Jahr in Genf ging es weiter über Lyon nach Paris, ehe er im Sommer 1602 nach vielen Erfahrungen und Begegnungen, unter anderem auch mit König Heinrich IV. von Frankreich, in die Heimat zurückkehrte.
Nun trat er eine militärische Laufbahn an und ging zu seinem Bruder Georg Friedrich nach Ungarn, um dort gegen die Türken zu kämpfen. Bereits 1604 war er Hauptmann eines 300 Mann starken Fähnleins deutscher Landsknechte im Regiment des Freiherrn von Hofkirchen. Am 27. Juni 1606 war er kaiserlicher Oberst über 1000 Kürassiere. 1608 trat er als Oberst in den Dienst von Herzog Johann Friedrich von Württemberg. 1611 wurde er württembergischer Generalleutnant und somit oberster Befehlshaber der Landesverteidigung des Herzogtums Württemberg. 1612 reiste Graf Kraft als württembergischer Gesandter an den Hof von Kaiser Matthias nach Prag. 1615 konnte er während einer Italienreise die Städte Padua, Siena, Florenz, Rom und Venedig besuchen. 1619 trat er als Kommandeur eines Reiterregiments in den Dienst der Protestantischen Union, bis die Union am 24. Apriljul. / 4. Mai 1621greg. aufgelöst wurde. Im Jahre 1622 versuchte Kraft mit allen Mitteln in der Frühphase des Dreißigjährigen Kriegs, eine Ausweitung der Feindseligkeiten durch die Truppen des Grafen Tilly auf das Gebiet Württembergs zu verhindern, was jedoch für die nördlichen Teile nicht vollständig gelang. Noch bis zum Tod des Herzogs Johann Friedrich von Württemberg im Jahre 1628 blieb Kraft von Hohenlohe württembergischer Oberbefehlshaber, ehe er dort um seine Entlassung bat. Am 26. Februar 1632 bestellte der schwedische König Gustav Adolf den Grafen Kraft zu seinem Generalstatthalter und Oberkommandanten im Fränkischen Reichskreis mit Sitz in Würzburg. Dadurch ergaben sich auch enge Kontakte zum schwedischen Kanzler Axel Oxenstierna. Die für die Schweden und den Heilbronner Bund verlorene Schlacht bei Nördlingen brachte für alle Reichsstände, die mit den Schweden verbündet waren, und somit insbesondere auch für Württemberg und Hohenlohe, katastrophale Verwüstungen durch marodierende Besatzungstruppen der katholischen Liga und der kaiserlichen Armee. Kraft floh mit seiner Familie 1634 nach Worms und 1635 weiter nach Straßburg. Es gelang ihm, für sein Haus im Prager Frieden 1635 mit berücksichtigt zu werden. Am 6. Oktober 1635 setzte ihn der Kaiser wieder in seine Grafschaft ein. Da jedoch das Schloss Neuenstein völlig geplündert war, bezog er nun eine Wohnung in der Reichsstadt Nördlingen. Mitte November 1640 reiste er auf Einladung des Kaisers zum Reichstag nach Regensburg, und wegen seiner Gichterkrankung im Sommer 1641 zur Kur ins Westböhmische Bäderdreieck nach Eger und Karlsbad. Am 31. August 1641 erlitt er in Regensburg einen Schlaganfall und starb wenige Tage später.

## Familie
Am 7. Mai 1615 heiratete Graf Kraft in Neuenstein Prinzessin Sophie (* 1593; † 1676), eine Tochter des Pfalzgrafen und Herzogs Karl von Pfalz-Zweibrücken-Birkenfeld. Aus der Ehe gingen 14 Kinder hervor. Die 1677 noch lebenden vier Söhne teilten sich auf in die Linien Öhringen, Weikersheim, Neuenstein und Künzelsau:
- Sophie Magdalena (* 1. Dezember 1616; † 14. Januar 1627)
- Graf Johann Friedrich I. von Hohenlohe, seit 1677 in Öhringen (* 31. Juli 1617 in Neuenstein; † 17. Oktober 1702 in Öhringen) ⚭ 28. August 1665 in Neuenstein mit Prinzessin Luise Amöne von Schleswig-Holstein-Norburg (* 15. Januar 1642 Schloss Norburg; † 11. Juni 1685 in Öhringen)
- Graf Kraft Magnus (* 29. Juni 1618; † 7. September 1670 in Schrozberg)
- Graf Siegfried von Hohenlohe, seit 1677 in Weikersheim (* 28. August 1619 in Neuenstein; † 26. April 1684 in Weikersheim) ⚭ 1. Ehe: 1662 in Neuenstein mit Gräfin Maria von Kaunitz († 13. Februar 1676); ⚭ 2. Ehe: 1678 in Meisenheim mit Pfalzgräfin Sophie Amalie von Birkenfeld (* 15. Dezember 1646; † 30. November 1695)
- Anna Dorothea (* 26. Januar 1621 in Neuenstein; † 16. September 1643 in Oettingen) ⚭ 5. Dezember 1638 in Neuenstein mit Graf Joachim Ernst von Oettingen-Oettingen (* 31. März 1612; † 8. August 1659)
- Graf Wolfgang Julius von Hohenlohe, seit 1677 in Neuenstein (* 3. August 1622 in Neuenstein; † 26. Dezember 1698 in Frankfurt) ⚭ 1. Ehe: 25. August 1666 auf Schloss Plön mit Prinzessin Sophie Eleonore von Schleswig-Holstein-Sonderburg-Plön (* 30. Juli 1644 in Plön; † 22. Januar 1689 in Neuenstein); ⚭ 2. Ehe: 4. September 1689 in Wilhermsdorf mit Franziska Barbara Gräfin von Weltz, Erbin von Wilhermsdorf (* 4. August 1660; † 3. April 1718 in Wilhermsdorf)
- Clara Diana (* 22. August 1623; † 14. Juli 1632)
- Graf Johann Ludwig von Hohenlohe, seit 1677 in Künzelsau (* 1. Juni 1625 in Neuenstein; † 15. August 1689 in Neuenstein) ⚭ 15. März 1681 mit Gräfin Magdalene Sophie von Oettingen-Oettingen (* 17. Februar 1654; † 13. Februar 1691), Halbschwester des 1674 gefürsteten Grafen Albrecht Ernst I. zu Oettingen-Oettingen (1642–1683),[11] Tante des Fürsten Albrecht Ernst II. zu Oettingen-Oettingen (1669–1731). Verwitwet, wurde Graf Johann Anton zu Leiningen-Westerburg (1655–1698), evangelischer Reichskammergerichtspräsident,[12] ihr Verlobter. Den Bräutigam setzte sie testamentarisch zum Allodial-Erben ein, sie verstarb aber vor der Hochzeit.[13] Zuvor hatte er sich von ihr Geld geborgt, womit er verpfändete Stammgüter seiner Familie wieder einlöste, darunter die Herrschaft Schadeck.[14]
- Margarete Hedwig (* 1. Juni 1625 auf Schloss Neuenstein; † 24. Dezember 1676 in Birkenfeld) ⚭ 27. September 1658 in Neuenstein mit Pfalzgraf Karl II. Otto von Birkenfeld (* 5. September 1625; † 30. März 1671)
- Charlotte Susanna Maria (* 25. Dezember 1626; † 24. April 1666) ⚭ 19. Dezember 1650 in Neuenstein mit dem schwedischen Grafen und General Ludvig Wierich  Lewenhaupt, Graf zu Raseborg und Falkenstein (* 25. August 1622 in Hästholmen; † 16. April 1668 in Charlottenborg, Vinnerstad), Bruder der Grafen Gustaf Adolf Lewenhaupt und Carl Mauritz Lewenhaupt
- Sophia Magdalena (* 24. Januar 1628; † 1680)
- Eva Kraftelina (* 14. August 1629; † 2. Januar 1651)
- Graf Philipp Maximilian Johann (* 31. Oktober 1630; † 22. März 1658 bei einem Duell in Weerth, Holland-Limburg)
- Eleonore Klara (* 16. Juli 1632 auf Schloss Neuenstein; † 4. Mai 1709 in Saarbrücken) ⚭ 24. Juni 1662 in Saarbrücken mit Graf Gustav Adolf von Nassau-Saarbrücken (* 27. Märzjul. / 6. April 1621greg.; †⚔ 9. Oktober 1677 in Straßburg)

## Einzelbelege
1. ↑  Adolf Fischer: Geschichte des Hauses Hohenlohe Band 2.1, Stuttgart 1868, S. 231.
2. ↑  Adolf Fischer: Geschichte des Hauses Hohenlohe Band 2.1, Stuttgart 1868, S. 232.
3. ↑  Adolf Fischer: Geschichte des Hauses Hohenlohe Band 2.1, Stuttgart 1868, S. 233.
4. ↑  Adolf Fischer: Geschichte des Hauses Hohenlohe Band 2.1, Stuttgart 1868, S. 234.
5. ↑  Adolf Fischer: Geschichte des Hauses Hohenlohe Band 2.1, Stuttgart 1868, S. 238.
6. ↑  Adolf Fischer: Geschichte des Hauses Hohenlohe Band 2.1, Stuttgart 1868, S. 239.
7. ↑  Adolf Fischer: Geschichte des Hauses Hohenlohe Band 2.1, Stuttgart 1868, S. 242.
8. ↑  Adolf Fischer: Geschichte des Hauses Hohenlohe Band 2.1, Stuttgart 1868, S. 247.
9. ↑  Adolf Fischer: Geschichte des Hauses Hohenlohe Band 2.1, Stuttgart 1868, S. 253.
10. ↑  Adolf Fischer: Geschichte des Hauses Hohenlohe Band 2.1, Stuttgart 1868, S. 235.
11. ↑  Friedrich Cast: Historisches und genealogisches Adelsbuch des Königreichs Württemberg, Stuttgart 1839, S. 50.
12. ↑  Sigrid Jahns: Das Reichskammergericht und seine Richter, Band 1, 2003, S. 679.
13. ↑  Hessisches Hauptstaatsarchiv Wiesbaden: Bestand 1 Nr. 1183.; Landesarchiv Baden-Württemberg, Hohenlohe-Zentralarchiv Neuenstein, Oe 1 Bü 8061; Der Durchl. Welt Anderer Theil. Oder Kurtzgefaßte Genealogische / Historische / Politische Beschreibung sämtlicher Grafen des Heil. Röm. Reichs, Band 2, Hamburg 1710, S. 594.; Johann Seifert: Die durchläuchtige Häuser in Europa, 1716, S. 684.; (Grosses vollständiges Universal-Lexicon Aller Wissenschafften und Künste, Band 25, Leipzig und Halle 1740, S. 811 -mit irrtümlichen Angaben über den Bräutigam, als Folge falscher Interpretation der Angaben in vorhergehender genealogischer Literatur.) Wenige Zeit danach ging der Reichskammergerichtspräsident Johann Anton zu Leiningen-Westerburg die Ehe mit der deutlich jüngeren Christiane Luise, geb. Gräfin zu Sayn-Wittgenstein-Vallendar (1673–1745) ein. Diese gebar ihm die Tochter Sophie Carlotte zu Leiningen-Westerburg, nachmals vermählte Stolberg-Wernigerode (1695–1762). Als der Reichskammergerichtspräsident drei Jahre nach der Geburt der Tochter, 1698 starb, ging seine Witwe die Ehe mit ihrem Hofprediger Jakob Bierbrauer (1673–1749) ein. Zeitschrift des Harzvereins für Geschichte und Altertumskunde, Band 28 herausgegeben vom Harzverein für Geschichte und Altertumskunde, 1895, S. 120.
14. ↑  Johann Jacob Mosers, Koniglich-Danischen Stats-Raths, Familien-Staats-Recht Derer Teutschen Reichsstände, Band 1, Frankfurt und Leipzig 1775, S. 828.

| Personendaten    | Personendaten                                        |
| ---------------- | ---------------------------------------------------- |
| NAME             | Kraft                                                |
| ALTERNATIVNAMEN  | Hohenlohe-Neuenstein, Kraft von (vollständiger Name) |
| KURZBESCHREIBUNG | Graf von Hohenlohe-Neuenstein                        |
| GEBURTSDATUM     | 14. November 1582                                    |
| GEBURTSORT       | Langenburg                                           |
| STERBEDATUM      | 11. September 1641                                   |
| STERBEORT        | Regensburg                                           |